# 南庄村
南庄村，是中华人民共和国山西省晋中市介休市龙凤镇下辖的一个村。
2014年11月25日，南庄村公布为第三批中国传统村落。
2019年1月21日，南庄村公布为第七批中国历史文化名村。